# Parnassische Druckerei
Parnassische Druckerei, Parnaßische Buch-Truckerey, Parnasische Officin, Parnassische Hoffschneiderey o. ä. ist eine fiktive Druckerei, die in der frühen Barockzeit zu Beginn des Dreißigjährigen Krieges als Chiffre bei der Herausgabe anonymer oder pseudonymer Schriften angegeben wurde.
Die Bezeichnung spielt auf den Berg Parnass an, der in der griechischen Mythologie Apollon geweiht ist und als die Heimat der Musen, der Göttinnen der Künste, gilt. Der Ort ist in besonderer Weise der Wahrheit verpflichtet.

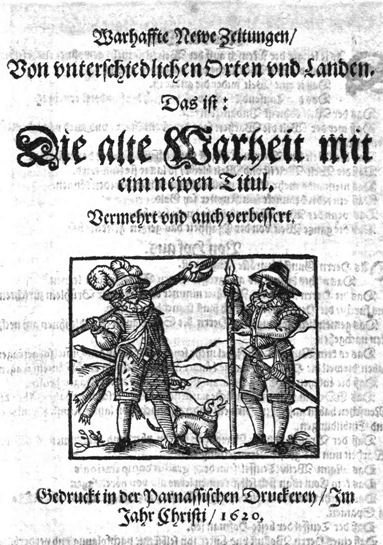
Titelblatt einer anonymen Schrift, erschienen 1620 in der „Parnassischen Druckerei“

Ein Druckort wird nicht angegeben, allenfalls wird als fiktiver Erscheinungsort „auf’m Parnasso“, „Monte Parnasso oder Spitzberg“ o. Ä. genannt. Als tatsächliche Druckorte von angeblich in der „Parnassischen Druckerei“ erschienenen Schriften werden u. a. Straßburg oder Prag vermutet. Für anonyme Schmähschriften sah Artikel 110 der Peinlichen Halsgerichtsordnung Karls V. von 1532 die Todesstrafe vor.
Verwendete Pseudonyme sind z. B.:
- Boccalinus, Almanus[1] (1624)
- „Cappuciner Münch“ (1618)
- Cornelius, Justus[2] (1619)
- Democritus Risibilis (= „der Lachhafte“) (1623; = Heraclitus Flebilis Pelasgos)[3]
- Heraclitus Flebilis (= „der Beweinenswerte“) Pelasgos (1623; = Democritus Risibilis)
- Frange-panem et Mangge-formaggium, Isbertus, Cittadin del Bebe vino (1624)[4]
- Friederich, Christian (1622)
- Hisaias (Isaias) sub cruce (1619; = Mag. Simpert Wehe[5])
- Huß redivivus, Johann (1619); vermutlich = Johann von Roerig[6], Johannes Meder[7] oder Samuel Martinius[8]
- Jonaeman von Wahrpurg, Jeremias (1618; 1619)
- Persuasor, Fagabundus (1626)
- Procopius, Johannes (1619; = Friedrich Grick[9])
- Q[uintus] Curtius Manl[i]us[10]
- Salerma, Reinmundus de (1622; = Christian Friederich)
- Zoanettus, Philippus (1619; vermutlich = Friedrich Grick)

Unter seinem richtigen Namen veröffentlichte
- Hebenstreit, Johann Baptist[11]

in der Parnassische Druckerei.
Einige der Schriften entstanden im Zusammenhang des Ulmer Kometenstreites im Jahr 1618 und der Auseinandersetzung um das Rosenkreuzertum.
Unter den anonymen Autoren, die sich der „Parnassischen Druckerei“ bedienten, werden unter anderem Theophil Dachtler (* um 1553/54; † nach 1630), Zacharias Theobald (1584–1627) und Julius Wilhelm Zincgref (1591–1635) vermutet.
Ähnlich wird auch „Heliconische Druckerei“ als fiktiver Druckort verwendet; der Berg Helicon war Sitz der Musen, bis sie von Apoll auf den Parnass gebracht wurden.
Für einige antijesuitische Druckschriften dieser Zeit wurde als Druckerei „Collegium zu Sanct Passier“, angeblich in Passau, in Anspielung auf das dort 1612 gegründete Jesuitenkolleg Passau angegeben.